# Авіація Української держави

## Передісторія
1918 рік
2-3 березня українські війська з новими союзниками — німцями увійшли до м. Київ.
1-й Український авіаційний загін, командир сотник А. Єгоров, переформований у 1-й Запорізький авіаційний загін у складі армії УНР.
Військовослужбовці 1-го Запорізького авіаційного загону (далі «1-й З.а.з. УНР») були одягнені в шкіряні гімнастерки, поширені на той час серед російських льотчиків Революційної армії вільної Росії, галіфе та чоботи за родом військ у якому служили до вступу в авіацію. Серед офіцерів 1-го Запорізького авіазагону більшість складали колишні офіцери-кавалеристи. На пілотці носили емблему військ Центральної Ради — блакитний щиток із зображенням Архистратига Михайла, а на рукаві знак вирізнення, що відповідає військовому званню.
Військове міністерство УНР розробило План створення регулярної української армії, за яким основою були 8 корпусів. До складу кожного корпусу мав входити авіадивізіон. В оперативному відношенні авіадивізіони мали підпорядковуватися інспекціям авіації Київського, Харківського та Одеського районів, очолювали які інспектори. Під час кожної інспекції авіації розгорталися авіаційні парки.

## Історія
Після приходу до влади 29 квітня 1918 року гетьмана П. П. Скоропадського розпочалося створення Української держави та її державних структур, серед яких була армія. Німецько-австрійське командування взяло під свій контроль формування українських військових частин. Військове міністерство продовжило створення авіації, поклавши основою план Військового міністерства УНР.

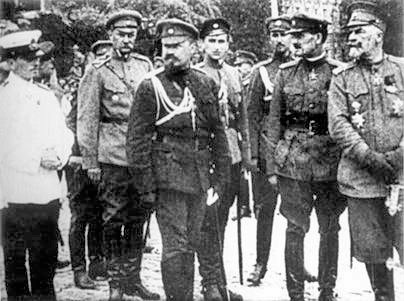
Службовці військового міністерства Української Держави — полковник Микола Максимов (крайній ліворуч, у білій формі) та військовий міністр генеральний бунчужний Олександр Рогоза (крайній праворуч).

Авіадивізіони комплектувалися офіцерами, які раніше проходили службу в Російській Імператорській Армії та Революційній армії вільної Росії.

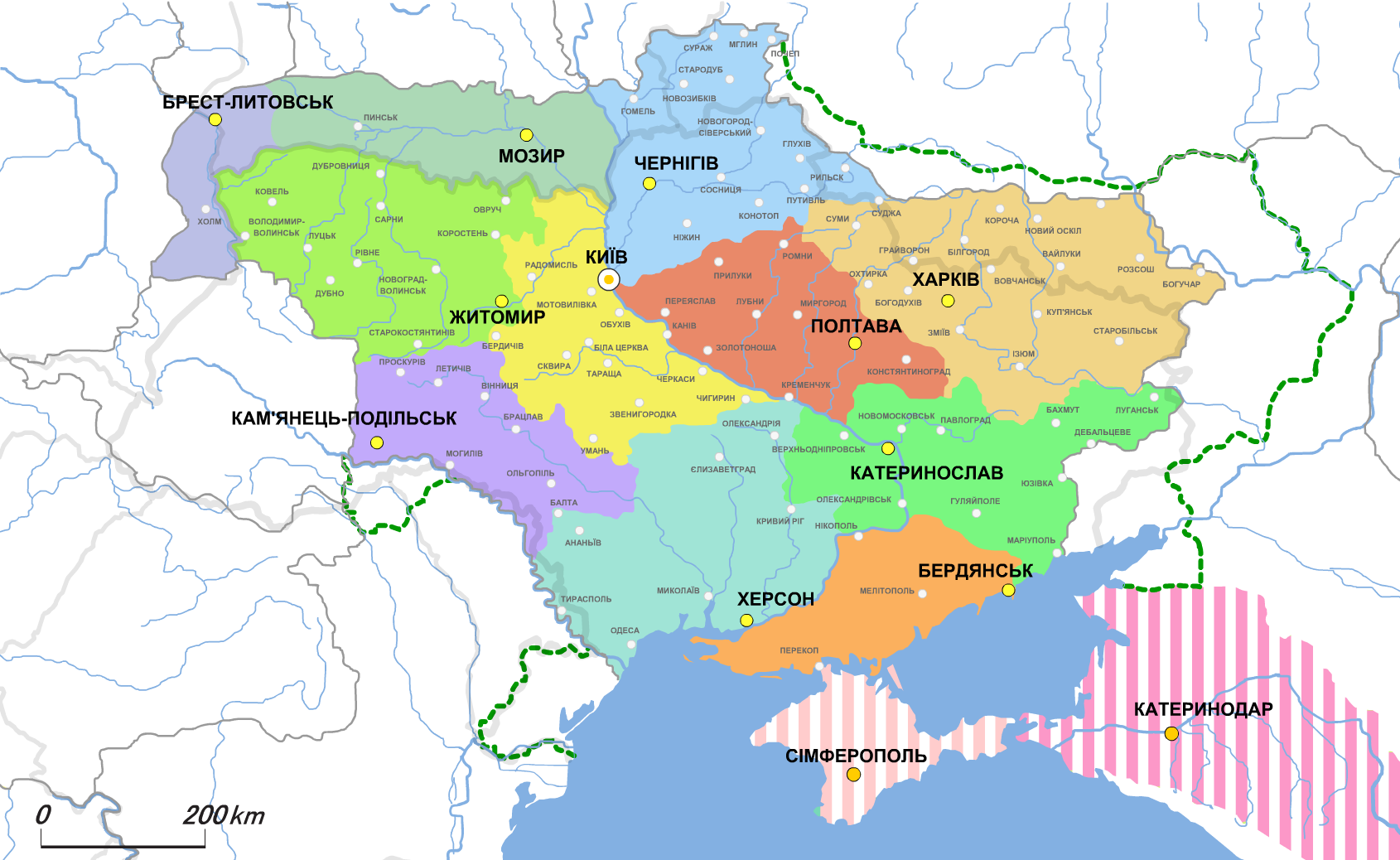
Адміністративно-територіальний поділ. Зелена пунктирна лінія — територіальні претензії.

У травні за наказом Військового міністра 1-й Запорізький авіаційний загін УНР увійшов до складу 8-го авіадивізіону 8-го Катеринославського корпусу.
Інспекція авіації Київського району складалася з:
- Управління інспекції
- 1-й авіадивізіон 1-го Волинського корпусу Української держави
- 4-й авіадивізіон 4-го Київського корпусу Української держави
- 5-й авіадивізіон 5-го Чернігівського корпусу Української держави
- Київський авіаційний парк

Інспекція авіації Харківського району складалася з:
- Управління інспекції
- 6-й Полтавський авіадивізіон 6-го Полтавського корпусу Української держави
- 7-й Харківський авіадивізіон 7-го Харківського корпусу Української держави
- 8-й Катеринославський авіадивізіон 8-го Катеринославського корпусу Української держави
- Харківський авіаційний парк

Інспекція авіації Одеського району складалася з:
- Управління інспекції
- 2-й авіадивізіон 2-го Подільського корпусу Української держави
- 3-й авіадивізіон 3-го Одеського корпусу Української держави
- Одеський авіаційний парк

У м. Вінниці (повітове місто Вінницького повіту; губернське місто Подільської губернії) мала розміститися Ескадра повітряних кораблів, озброєна важкими літаками «Ілля Муромець» (Ескадра, яка раніше знаходилася в Революційній армії вільної Росії).
У м. Києві створювалась авіаційна школа.
Військове міністерство мало 193 літаки різних конструкцій, у тому числі чотири важкі літаки «Ілля Муромець».
Не всі літаки українські фахівці могли використовувати в повітрі.
6-й Полтавський авіадивізіон мав 11 літаків, з яких чотири вимагали капітального ремонту, один перебував у ремонті, один стояв без моторів, п'ять були у заводській упаковці.
7-й Харківський дивізіон мав 13 літаків, також зберігав літаки у заводській упаковці та вісім тримав у капітальному ремонті.
8-й Катеринославський авіадивізіон мав 13 літаків, але чотири літаки були у постійній готовності до вильоту.
30 травня урядом видано Закон, яким було затверджено Присягу на вірність Українській Державі, та Закон про військову підсудність. Військовослужбовці почали складати присягу, а ті, хто не бажав служити в новій армії, йшли.
1 серпня затверджено Закон про політично-правове становище службовців Військового відомства, який забороняв їм бути у складі та брати участь у роботі будь-яких гуртків, товариств, партій, союзоф, комітетів та інших організацій, що мають політичний характер.
На Західній Україні, що раніше входила до складу Австро-Угорської імперії, почалася озброєна боротьба. Внаслідок розпаду австрійської монархії Західна Україна за рішенням представників Антанти мала відійти до складу Польщі. Щоб уникнути цього, 1 листопада українські солдати австро-угорської армії, які перебували у Львові, підняли збройне повстання. Почалася «Українсько-польська війна». За наказом гетьмана П. Скоропадського зі складу 3-го Одеського авіадивізіону було виділено всі наявні літаки та під керівництвом сотника Бориса Губера направлено на допомогу льв'янам-галичанам. Слідом за ними до Західної України вилетіли літаки зі складу 2-го Подільського авіадивізіону. Пізніше цей особовий склад став основою 1-ї та 2-ї сотень авіації Галицької армії.
11 листопада завершилася Перша світова війна. Німецька імперія припинила існування внаслідок Листопадової революції і мала вивести свої війська з окупованих територій. Для уряду Української держави ця подія передбачала ослаблення влади.
Ослабленням германців і відповідно Української держави скористалися противники гетьмана П. Скоропадського, які створили у ніч із 13 на 14 листопада у м. Біла Церква Директорію з метою повалення влади німецького командування та влади уряду. Директорія складалася з п'яти членів, головою обрано В. Винниченка.
14 листопада гетьман П. Скоропадський оголосив Акт федерації, яким він зобов'язувався об'єднати Україну з майбутньою (небільшовицькою) російською державою.
16 листопада розпочався заколот проти уряду Української держави, що був підтриманий військами Української держави під командуванням С. Петлюри. Заколот очолили колишні лідери Центральної Ради УНР. Вони оголосили про відтворення Української Народної Республіки.
1-й Волинський авіаційний дивізіон 1-го Волинського корпусу практично відразу перейшов на бік повсталих. Поспіхом було зібрано три літаки, які почали використовувати для військових потреб.
В армії стався розкол і розпочалася «Українська громадянська війна». Розкол вразив і Військове міністерство.
Командний склад та особовий склад, забувши про всі закони держави, зайнялися ще й політичними проблемами держави.
У 8-му Катеринославському авіадивізіоні авіатори не вирішили йти на південь на з'єднання з Добровольчою армією, як це зробили деякі частини 8-го Катеринославського корпусу під командуванням командира корпусу генерала І. Васильченка і залишились у м. Катеринослав. Проте, один літун на своєму літаку перелетів в розташування Добровольчої армії.
12 грудня командир 8-го авіадивізіону підполковник Коровніков видав наказ, у якому заявляв, що відтепер його частина входить до складу військ УНР.
Нетривала «Українська громадянська війна 16 листопада — 14 грудня 1918 року» завершилася 14 грудня, коли Верховний Воєвода Української Армії та Флоту гетьман П. Скоропадський дав вказівки командувачу всіх російських добровольчих частин в Українській державі князю генерал-лейтенанту О. Долгорукову, а той видав наказ про припинення опору та демобілізації захисників Києва. П. Скоропадський зрікся влади. Уряд передало повноваження Міській Думі та Міській Управі.
16 грудня 3-я сотня Одеського авіадивізіону у складі 6 літаків (1 «Nieuport» та 5 російських літаків), 6 бойових старшин, 6 підстаршин-механіків та 9 рядових прибула до Червоного для підтримки Галицької армії в Польсько-українській війні. Зокрема у складі Галицької армії (Летунського відділу УГА) воювали такі пілоти із Наддніпрянщини: Б. Губер, Д. Кануков, Ф. Алєлюхін, М. Сєріков. Вони виконували переважно роботу із повітряної розвідки, зрідка завдання із бомбардування польських військ.
26 грудня до м. Катеринослава увірвалися загони заколотників під керівництвом отамана М. Махна та захопили три літаки зі складу 8-го авіадивізіону.
Через кілька днів війська УНР вибили махновців із м. Катеринослава та повернули літаки, але підполковник Коровніков та інші офіцери 8-го Катеринославського дивізіону з міста пішли.

## Командування
- Начальник інспекції авіації Харківського району

- Командир 8-го авіадивізіону підполковник Коровніков.

- Начальник інспекції авіації Київського району

- В. Г. Баранов із серпня 1918 р. в армії Української держави. 20.08.-30.08.1918 р. інспектор авіації Київського району. Учасник білого руху. З вересня 1918 р. у Донській армії ЗСПР.

- Начальник інспекції авіації Одеського району

- Льотчик Байвенко В. 1-го Волинського авіадивізіону армії Української Держави. З 1 листопада помічник командира цього дивізіону в армії УД. З 30 січня 1919 р. командир 1-го кадрового Республіканського авіац. дивізіону діючої армії УНР.